# La France contre les robots
La France contre les robots est un essai de Georges Bernanos publié en 1947. Il s'agit d'un recueil de différents textes formant une violente critique de la société industrielle. Bernanos y estime que le machinisme limite la liberté des hommes, et perturbe jusqu'à leur mode de pensée. Pour lui, la civilisation française est incompatible avec une certaine idolâtrie anglo-saxonne pour le monde de la technique. 
Il y conteste l'idée selon laquelle la libre entreprise conduirait automatiquement au bonheur de l'humanité, car, selon lui, « il y aura toujours plus à gagner à satisfaire les vices de l'homme que ses besoins ».
Il y prédit aussi une révolte des élans généreux de la jeunesse contre une société trop matérialiste où ceux-ci ne peuvent s'exprimer.

## Genèse
Exilé au Brésil depuis 1938, Georges Bernanos y suit la Seconde Guerre mondiale durant tout son déroulement, plongé dans la solitude. Ayant la sensation de revivre la Première Guerre mondiale, il anticipe les lendemains du conflit et commence d'ores et déjà à redouter l'ère des techniciens qu'il juge inévitable. S'il a déjà exprimé son aversion envers l'Allemagne d'Hitler, il démontre également sa méfiance envers les États-Unis d'Amérique de Roosevelt, et leur puissance matérielle aux fins hégémoniques. Afin de toucher ses compatriotes et de préserver l'honneur de sa nation dans son pays hôte, il écrit dans la presse et mènera des conférences à maintes reprises. Après un retour à Rio de Janeiro, il établit de proches liens avec le Comité central de la France Libre, qui relaie ses idées dans les journaux internationaux de la France Libre. En mars 1944, il déclare aux membres qu'il finit la rédaction d'un manuscrit, qu'il compte nommer Hymne à la liberté, et qu'il propose au Comité central. Ce dernier reverse les bénéfices à Georges Bernanos, afin qu'il puisse financer son retour en France, qu'il réalisera en juin 1945. Ce n'est qu'en 1946, sous l'impulsion du général Guillain de Bénouville, que sera lancé le chantier d'une édition française.

## Éditions récentes
- La France contre les robots. Éditions France libre, 1946
- La France contre les robots. Robert Laffont, 1947
- La France contre les robots. Suivi de textes inédits. Plon, 1970
- La France contre les robots. Préface de Pierre-Louis Basse ; notes et postface de Albert Béguin. Le Castor Astral, 2009. Rééditions : 2015 et 2017
- La France contre les robots - Révolution Industrielle et Technologique. AOJB, 2019
- La France contre les robots. FV Editions, 2019
- Dans « Georges Bernanos, Scandale de la vérité, Essais, pamphlets, articles et témoignages », collection Bouquins, éd. Robert Laffont, 2019
- La France contre les robots. Kontre Kulture, 2023
- La France contre les robots. Payot, 2023

## Postérité
Jean-Marie Straub a adapté une partie du texte dans un court-métrage réalisé en 2020.